# Basílica de Nuestra Señora de las Victorias (París)

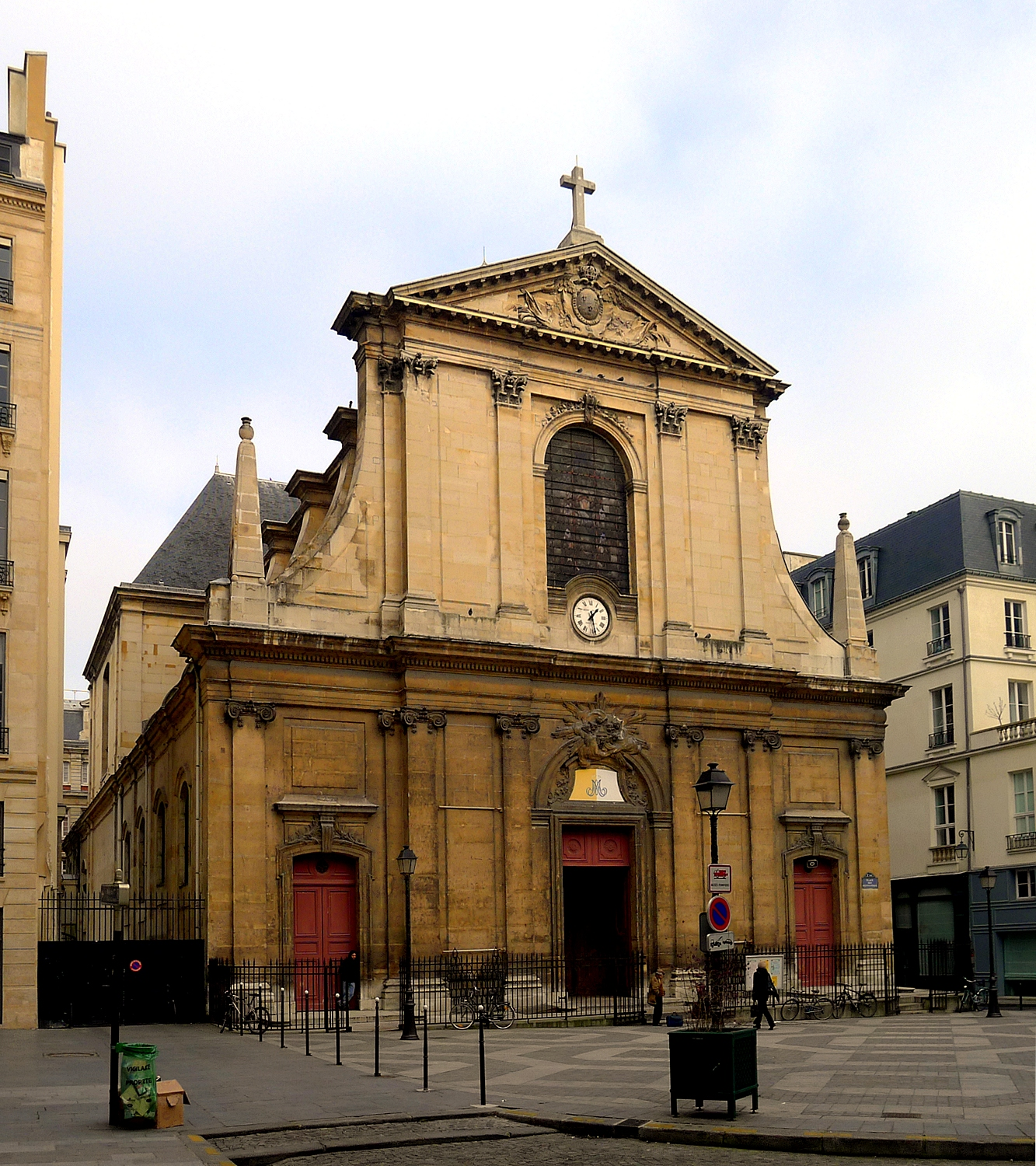
Basílica de Nuestra Señora de las Victorias.

La Basílica de Nuestra Señora de las Victorias se encuentra en el número 6 de la calle Notre-Dame-des-Victoires, en el segundo distrito de París, Francia. Es una de las diez basílicas menores ubicadas en la región francesa de Île-de-France. La estación de metro más cercana es Bourse.
Fue elevada al rango de basílica menor en 1927.

## Historia
En 1619 los agustinos descalzos (coloquialmente conocidos como los "petits pères") establecieron su convento, Notre-Dame-des-Victoires, en tres hectáreas de terreno que habían comprado en la bolsa de la ciudad, en la intersección de la Place des Petits-Pères y Rue de la Banque. Notre Dame des Victoires es la antigua capilla de los padres agustinos (petits pères), construida entre los años 1629-1740.
El 8 de diciembre de 1629 los cimientos fueron bendecidos por el arzobispo de París, Jean-François de Gondi. Al día siguiente, el propio rey Luis XIII colocó la piedra angular en presencia de los "señores" de la Corte y los funcionarios de la ciudad. La construcción fue financiada por el rey Luis con la condición de que se dedicara a su victoria sobre los protestantes en La Rochelle, que atribuyó a la intercesión de la Santísima Madre.
Como la primera iglesia era demasiado pequeña, la reconstrucción se inició en 1656 según los planos de Pierre Le Muet. Libéral Bruant, Robert Boudin y Gabriel Leduc supervisaron este trabajo. La nueva iglesia, aún no terminada, fue consagrada en 1666. El trabajo finalizó en 1737 bajo la supervisión de Sylvain Cartaud. Supervisó la ampliación de la nave, la construcción de la fachada y la construcción del llamativo techo esférico del crucero.
El santuario está adornado con varias pinturas del pintor francés Louis-Michel van Loo (1707-1771).
En el lugar existió un gran jardín y un doble claustro hasta la Revolución. En ese momento, fueron confiscados y cayeron en desuso. La iglesia se convirtió en el hogar de la lotería nacional y una bolsa de valores durante el Directorio pero volvió a la práctica del culto bajo el Primer Imperio.
Los restos del monasterio fueron destruidos en 1858 y en su lugar se construyeron una comisaría de policía y una oficina para el alcalde del distrito.

### SigloXIX
Charles-Éléonore Dufriche-Desgenettes fue párroco en esta iglesia desde 1832. El 3 de diciembre de 1836 tuvo la idea de consagrar la parroquia al Inmaculado Corazón para la conversión de los pecadores. El 11 de diciembre creó una asociación de fieles para implorar la gracia de la conversión de los pecadores y por la protección del Inmaculado Corazón. Con esta base, fundaría la Archicofradía del Inmaculado Corazón, que fue aprobada el 24 de abril de 1838 por el papa Gregorio XVI. Se fundaron archicofradías del Inmaculado Corazón por todo el mundo que se agregaron a esta. Uno de los fundadores de estas archicofradías fue San Antonio María Claret, que las estableció por España y Cuba.

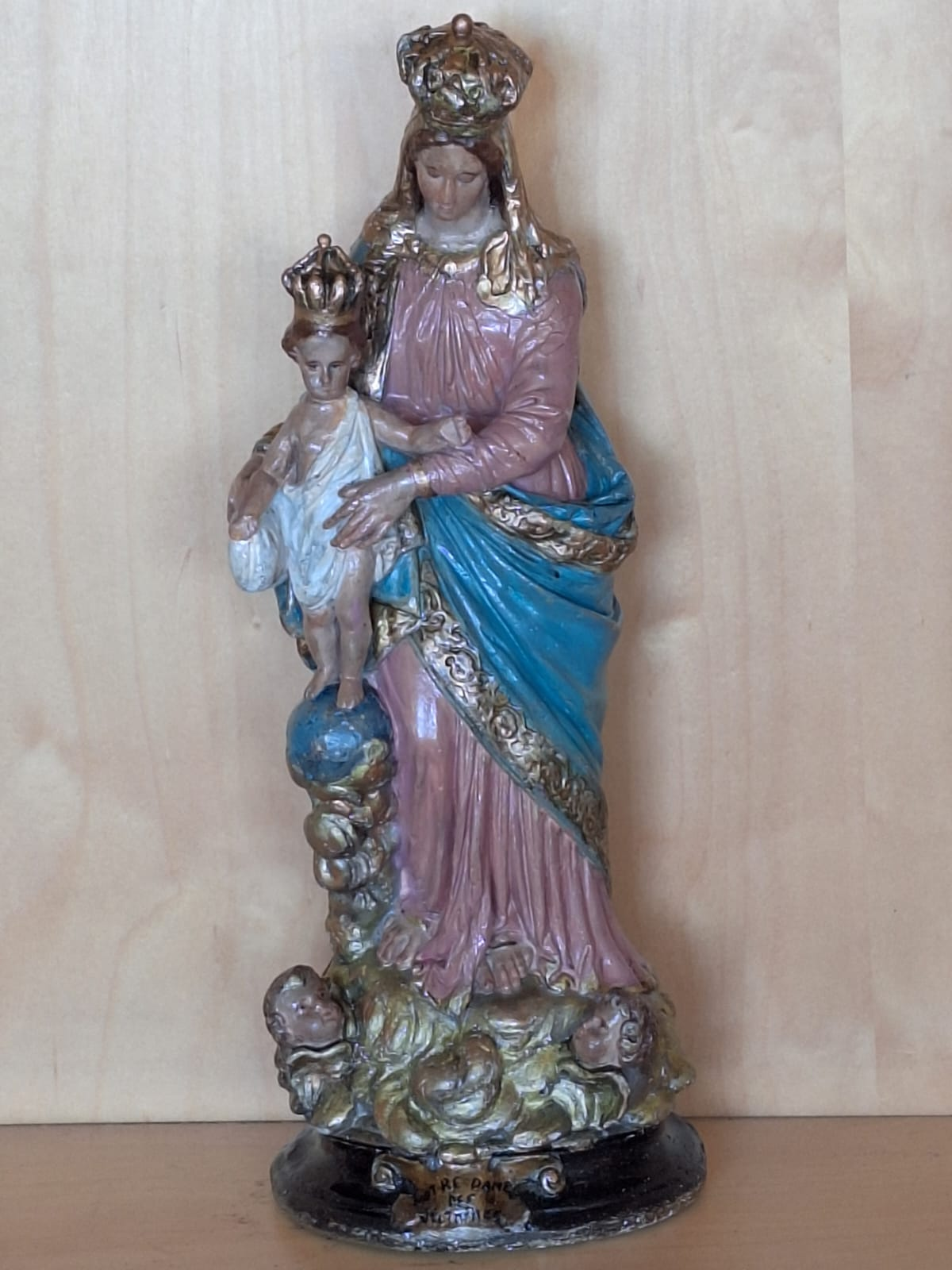
Fina estatua de escayola de Nuestra Señora de las Victorias - Francia S. XIX

## Exvotos
La iglesia también es famosa por la gran cantidad de exvotos que han dejado en ella los fieles.

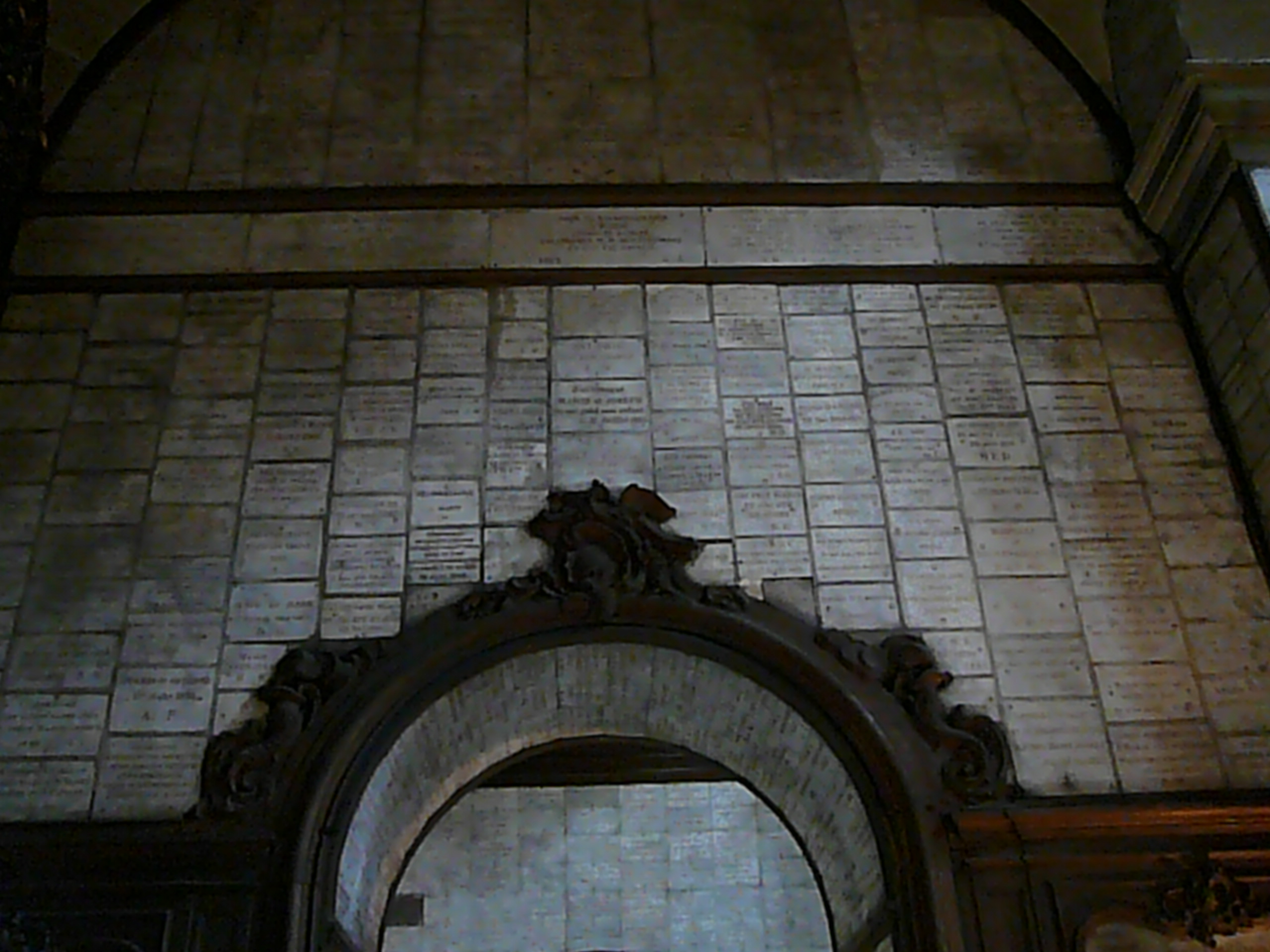
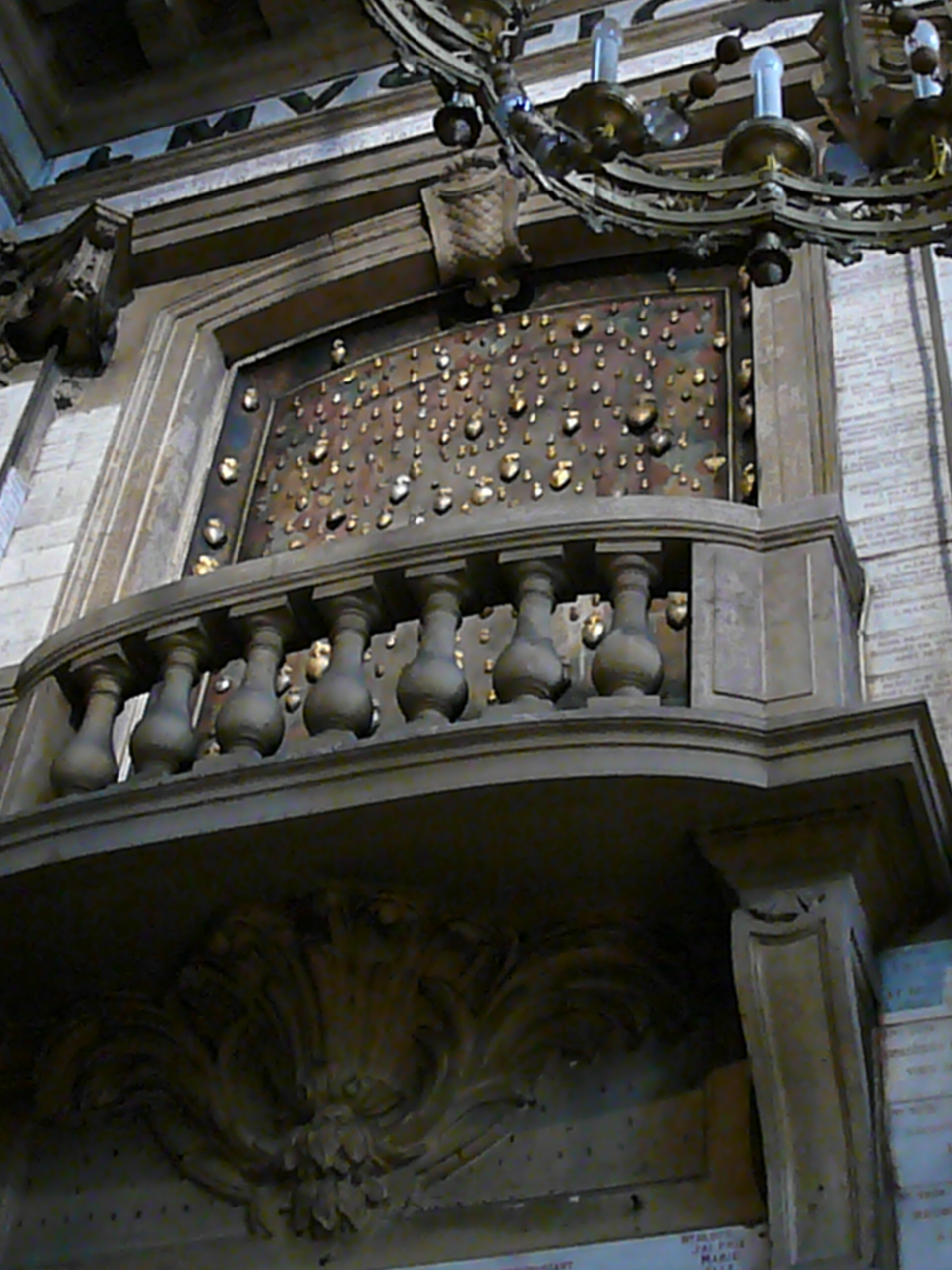
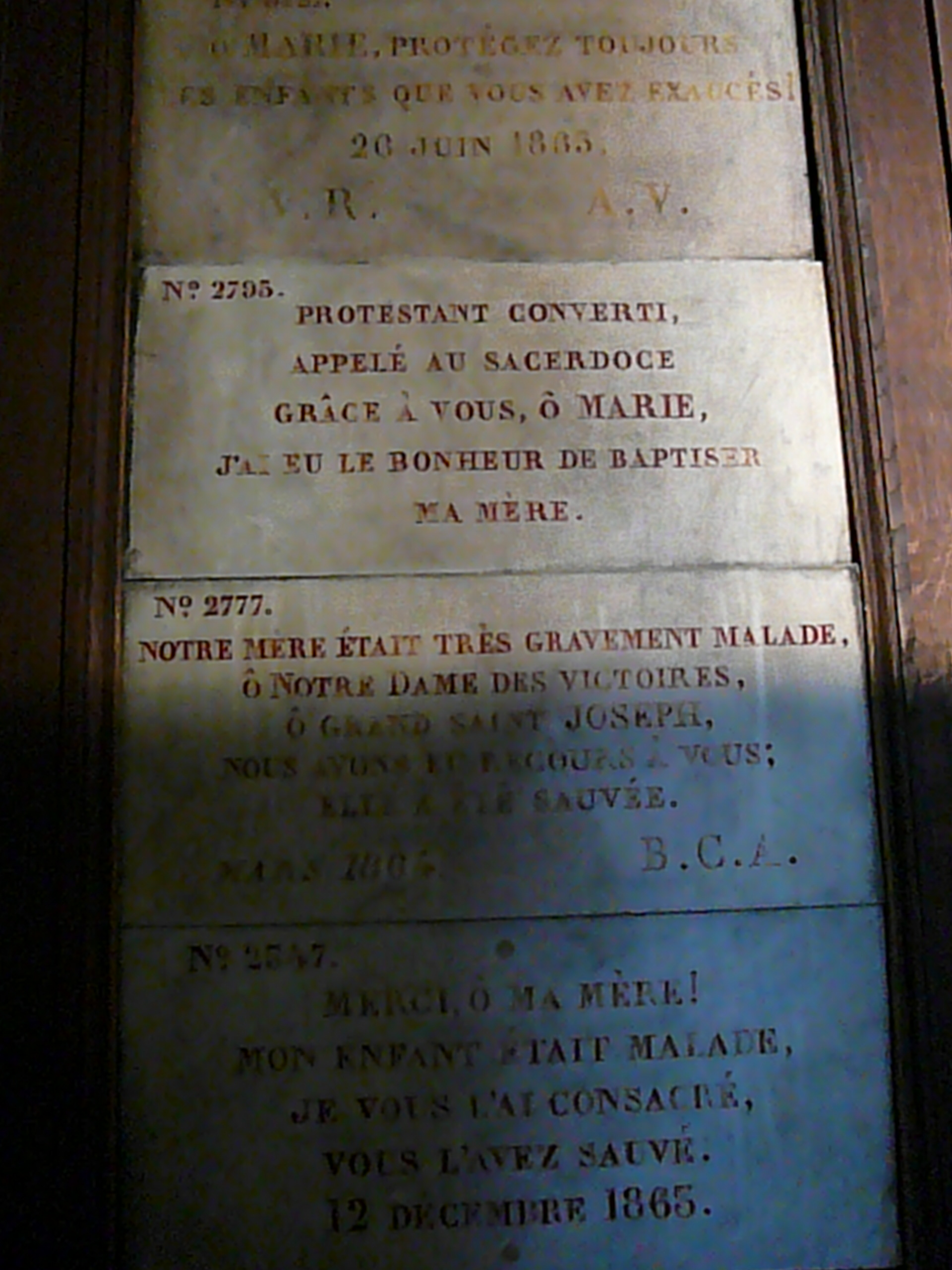
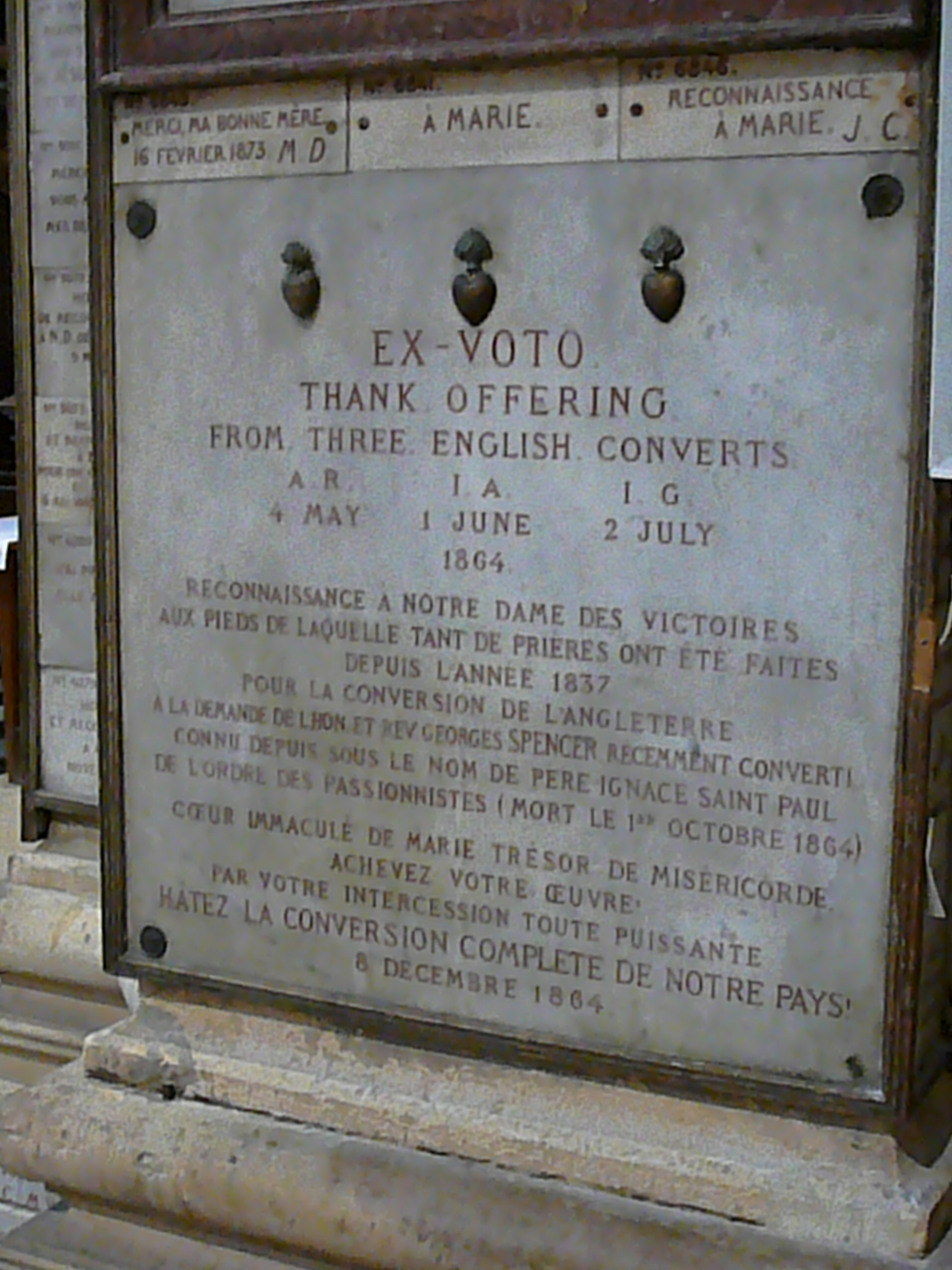
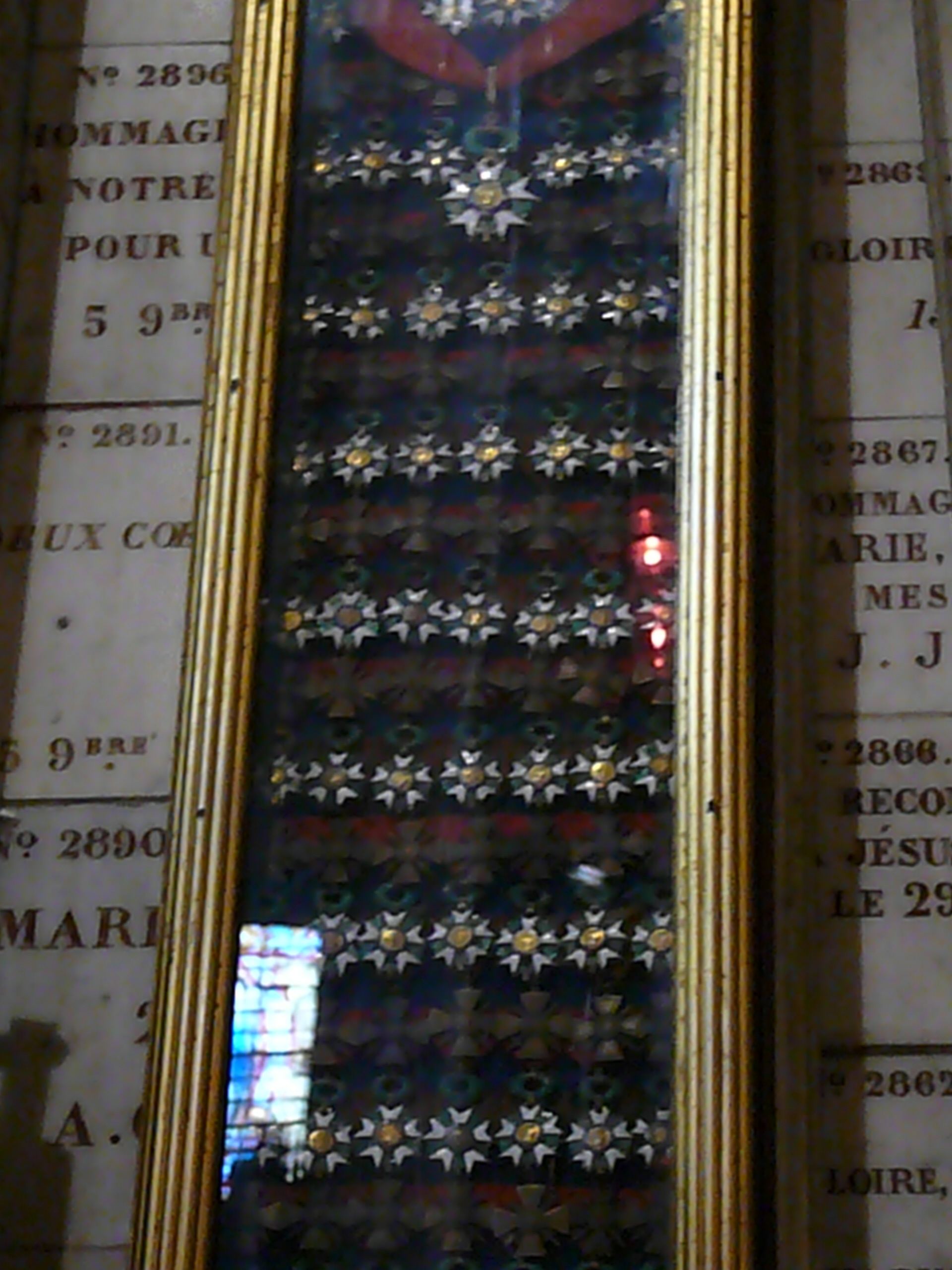
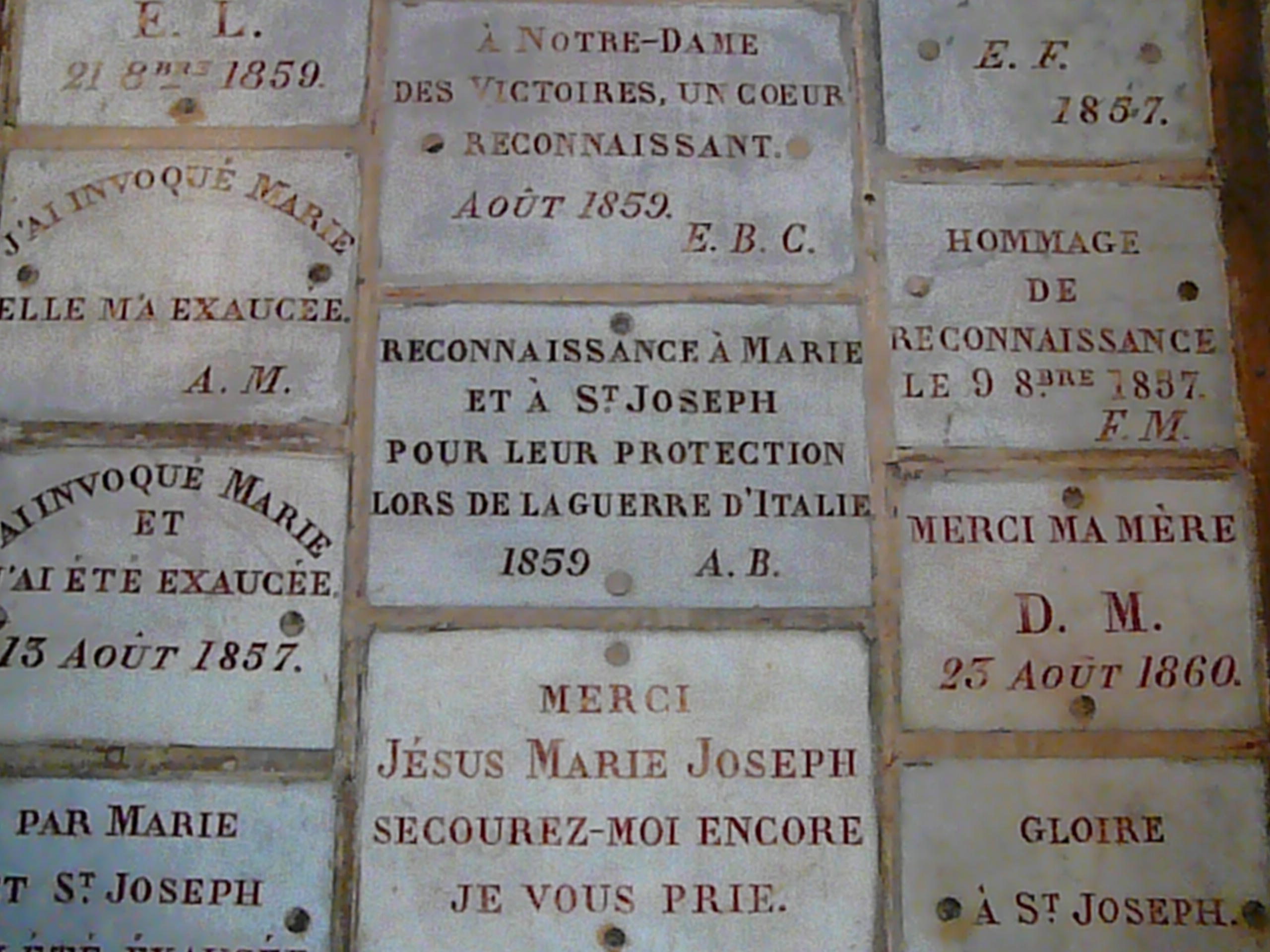
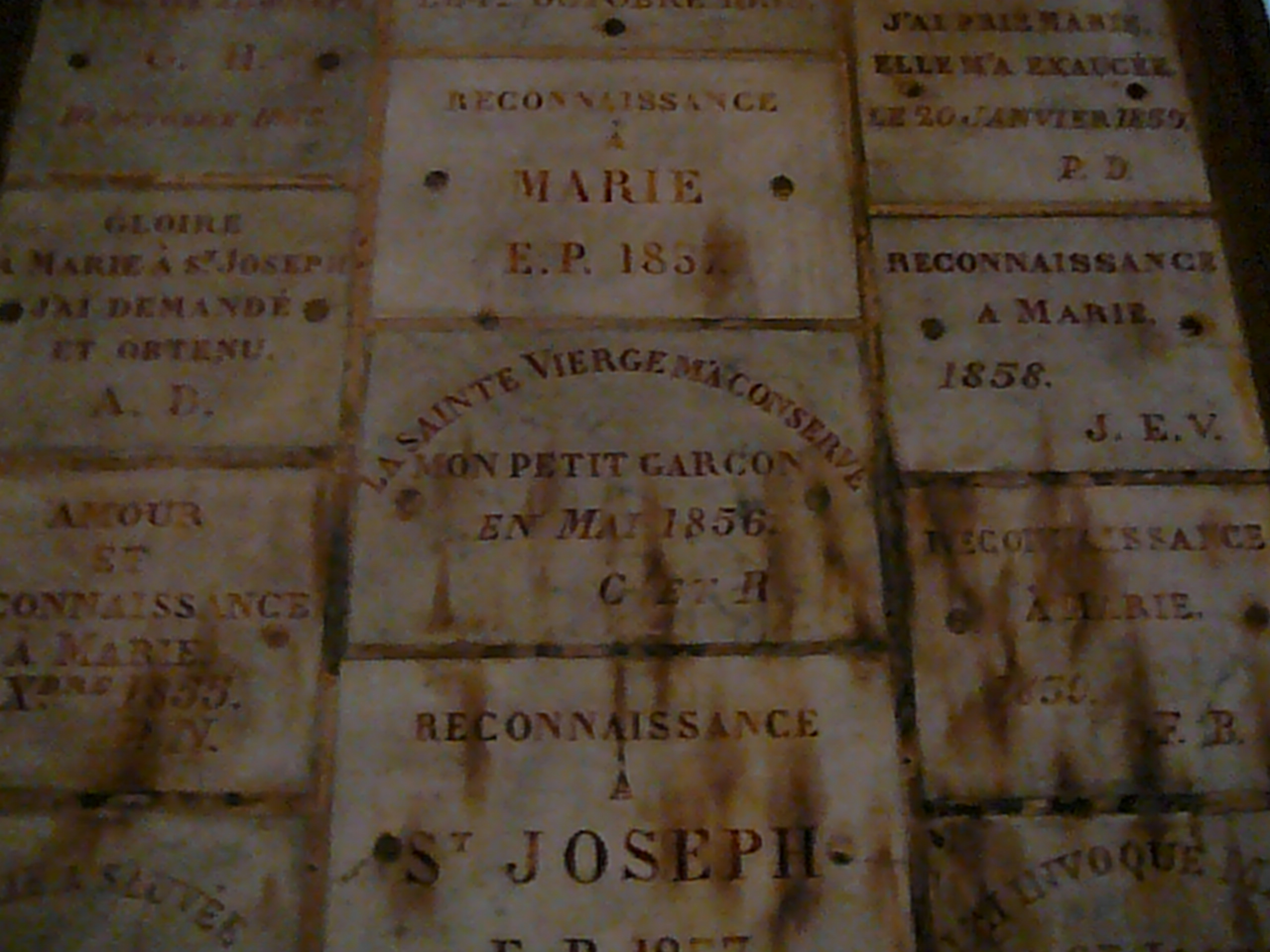
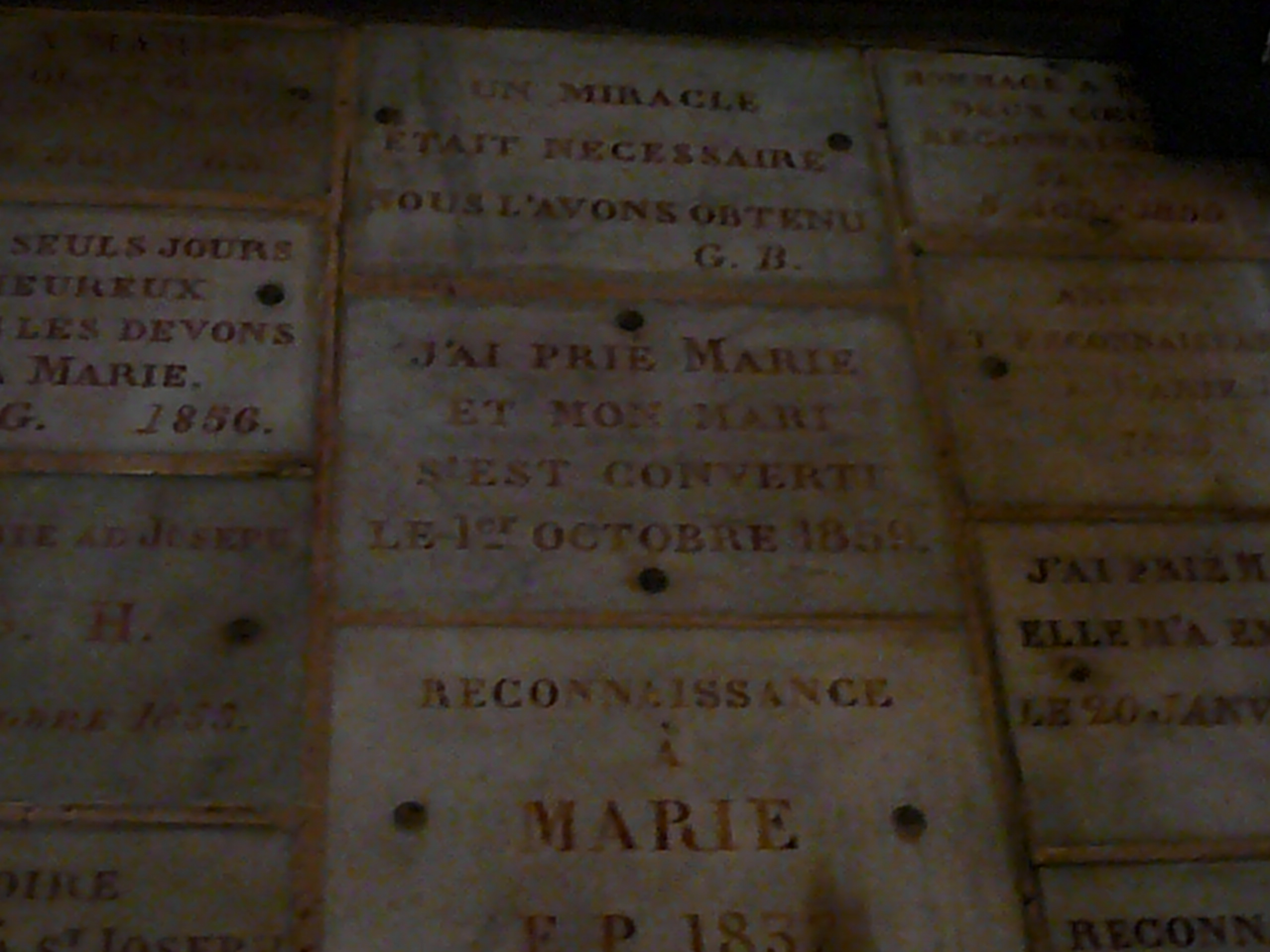